# Club Balonmano Roquetas
El Club Balonmano Roquetas es un club de balonmano con sede en Roquetas de Mar (Almería) España. Fue fundado el 6 de noviembre de 1989 y tiene desde categorías Alevín hasta Sénior. El equipo Sénior femenino Costa de Almería Roquetas se encuentra en la División de Honor Oro Femenina.

## Historia
Club fundado el 6 de noviembre de 1989.

## Uniforme
- Uniforme titular: Camiseta Roja, pantalón Negro.
- Uniforme alternativo: Camiseta Blanca, pantalón Negro.

## Terrenos de Juegos
Los actuales terrenos de juego para las categorías base del Club Balonmano Roquetas son:
- Pabellón Infanta Cristina (Roquetas de Mar)
- Pabellón Máximo Cuervo (Aguadulce)
- CDU Juan González Fernández (El Parador de las Hortichuelas)

## Datos del club

### Temporada 2023-24
| Dorsal | Nombre                             |
| ------ | ---------------------------------- |
| 3      | Sara Hernández Torrico             |
| 4      | Laura Muñoz Montilla               |
| 6      | Suraia Vicente Biepar Correia      |
| 7      | Gemma del Pilar Sanchez Florentino |
| 9      | Marta Ontiveros Campos             |
| 10     | Carmen Martín Fernández            |
| 15     | Lucía Montellano Molina            |
| 16     | Andrea Moreno Sanchez              |
| 17     | Inés Belmonte Domene               |
| 18     | Andrea Piñero Garrido              |
| 19     | Lucía Miranda Hernández            |
| 23     | Marta Rivas Vizcaíno               |
| 46     | Andrea Perez Rull                  |
| 77     | Rocío Castaño Benitez              |

- Entrenador: Agustín Collado Rodríguez

### Categorías
El Club Balonmano Roquetas cuenta con las siguientes categorías:
- Sénior: Mayor de 18 años.
- Juvenil: Entre 16 y 18 años.
- Cadete: Entre 14 y 16 años.
- Infantil: Entre 12 y 14 años.
- Alevín: Entre 10 y 12 años.
- Benjamín: Entre 8 y 10 años.